# Jonathan Sesma González
Jonathan Sesma González, (Las Palmas, 14 de gener de 1978) és un exfutbolista professional canari que jugava com a migcampista.
Va acumular un total de 196 partits i 45 gols durant sis temporades a Segona Divisió, en representació de la Universidad Las Palmas, Còrdova i Cadis. Va sumar 119 partits i 19 gols a la Lliga, amb el Cadis i el Valladolid.

## Carrera futbolística
Sesma va néixer a Las Palmas, Illes Canàries. Va jugar els seus inicis de carrera a la segona B, amb l'excepció de la temporada 2000-01 a segon nivell, amb la Universidad de Las Palmas CF, baixant de categoria, amb el CD Corralejo i l'equip B del RCD Mallorca.
L'estiu de 2001, Sesma es va incorporar al Córdoba CF a la segona divisió, presentant-se molt poques vegades al llarg de dues temporades i també va ser cedit a dos clubs de la tercera categoria, l'antiga Universitat i l'AD Ceuta. Alliberat el 2003, es va traslladar al Cádiz CF amb el qual va ser un èxit instantani, marcant 23 gols en els seus dos primers anys combinats i assolint l'ascens a la Lliga en el segon.
Encara amb els gaditans, Sesma va debutar a la màxima categoria el 28 d'agost de 2005 en una derrota a casa per 1-2 contra el Reial Madrid. Va continuar ocupant un lloc destacat, marcant set gols en 36 partits però finalment va descendir al final de la campanya, com a segon des de baix.
El 14 d'agost de 2007, Sesma es va incorporar al Reial Valladolid, acabat de tornar a la màxima divisió. Durant la seva etapa inicial, ell també va ser un titular indiscutible: el 22 de novembre de 2008, en la derrota per 3-0 a casa del Vila-real CF, va marcar un doblet, amb els tres gols arribant abans del descans.
Sesma va patir diversos problemes físics durant la temporada 2009-10, jugant 1.700 minuts menys que l'any anterior i només va marcar un gol. A més, el conjunt de Castella i Lleó va baixar de categoria i no li va renovar el contracte de tres anys.
A principis d'agost de 2010, amb gairebé 32 anys, Sesma va signar un contracte d'un any amb el seu antic club Còrdova. La temporada següent va tenir la seva primera experiència a l'estranger, unint-se a nou compatriotes a l'Asteras Tripoli FC de Grècia; va ser alliberat al gener de 2012, i va competir a les lligues inferiors del seu país fins a la seva jubilació.